# Mobile Landfunkstelle

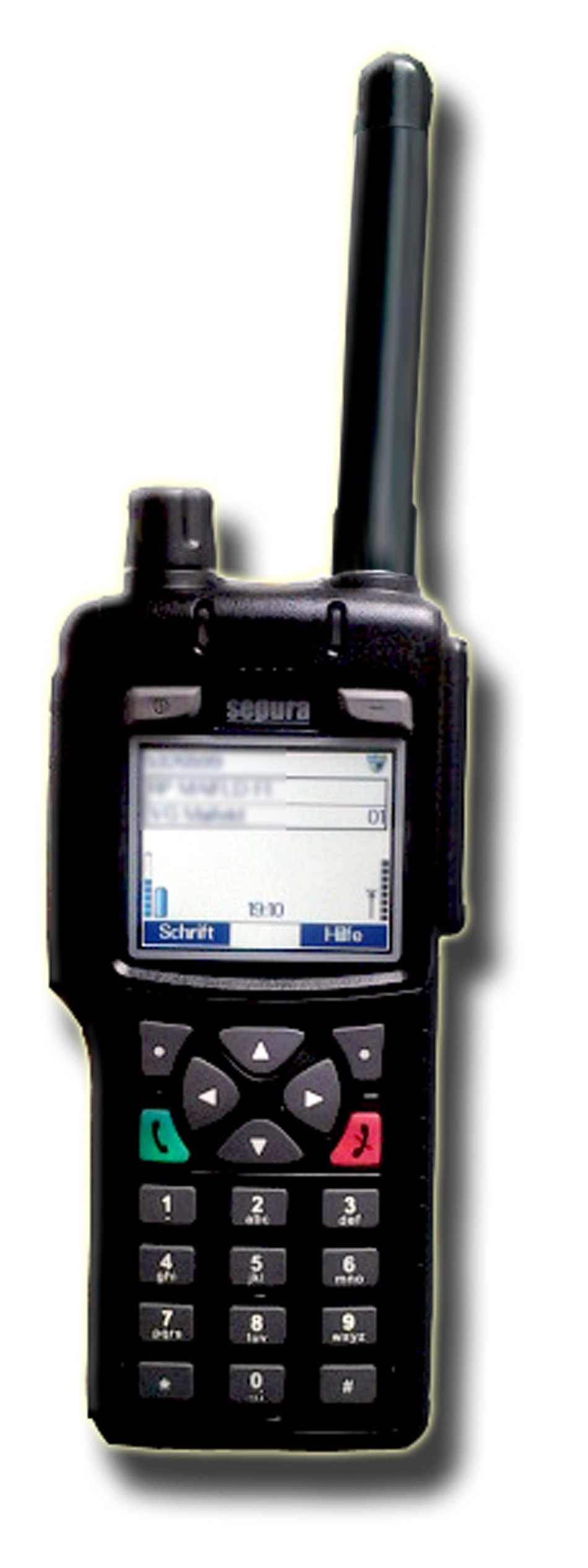
Handfunkgerät

Eine mobile Landfunkstelle ist gemäß Definition der Internationalen Fernmeldeunion eine bewegliche (mobile) Funkstelle des Mobilen Landfunkdienstes, deren Standort innerhalb der geographischen Grenzen eines Landes oder eines Erdteils auf der Erdoberfläche verändert werden kann.